# Metropolis Records
Metropolis Records is een Amerikaans platenlabel, distributeur en mail-order winkel gespecialiseerd in electro-industrial, synthpop, futurepop, darkwave, en gothic muziek. Ze heeft haar hoofdkantoor in Philadelphia.

## Gecontracteerde artiesten
De meeste bands staan onder contract bij Europese labels, maar laten hun albums in Noord-Amerika uitbrengen door Metropolis.
De volgende artiesten zijn gecontracteerd:
| - 16 Volt - Accessory - The A.K.A.s (Are Everywhere!) - Alphaville - Amduscia - And One - Angels & Agony - Apoptygma Berzerk - À rebours - Assemblage 23 - backandtotheleft - Battery Cage - Bauhaus - Bella Morte - Blutengel - The Birthday Massacre - Cesium 137 (band) - Claire Voyant - Cleaner - Client - Combichrist - Covenant | - Das Ich - Decoded Feedback - Delaware - Diary of Dreams - Dismantled - Electric Six - Epoxies - Excessive Force - Fictional - Flesh Field - Front 242 - Front Line Assembly - Gary Numan - Grendel (band) - Hanzel und Gretyl - IAMX - Icon of Coil - Informatik - In Strict Confidence - Imperative Reaction - Juno Reactor | - KEN - Kevorkian Death Cycle - KMFDM - Lights of Euphoria - London After Midnight - Mesh - Mindless Faith - Mindless Self Indulgence - mind.in.a.box - Moving Units - PIG - Psyclon Nine - Specimen - Suicide Commando - System Syn - Terrorfakt - theSTART - VNV Nation - Velvet Acid Christ - Wolfsheim - :Wumpscut: |